# Eriocharis richardii
Eriocharis richardii là một loài bọ cánh cứng trong họ Cerambycidae.